# Mansonella streptocerca
Mansonella streptocerca – gatunek pasożytniczego nicienia (Nematoda). Wywołuje chorobę zwaną mansonelozą, która zwykle przebiega łagodnie, choć czasem może powodować powikłania w postaci zapalenia skóry (egzemy) klatki piersiowej i ramion.
Zasięg występowania tego gatunku ogranicza się jedynie do tropikalnych regionów Afryki Zachodniej oraz Środkowej. Najczęściej odnotowywany jest w dystrykcie Bundibugyo, położonym w zachodniej Ugandzie, niedaleko granicy z Zairem. Zarówno postacie dojrzałe, jak i mikrofilarie, pasożytują w skórze człowieka oraz szympansów.

## Charakterystyka
Dojrzałe samice osiągają około 27 mm długości oraz szerokość od 50 µm przy końcach ciała do 85 µm w jego środkowej części. Samce są mniejsze, ich średnica nie przekracza zwykle 50 µm. Obie płcie mają tylny koniec ciała charakterystycznie zagięty na kształt laski pasterskiej, co pozwala na odróżnienie od spokrewnionych gatunków.
Mikrofilarie Mansonella  streptocerca mierzą 180–240 µm długości i 3–5 µm szerokości. Tak jak u wszystkich gatunków z rodzaju Mansonella, nie mają one pochewki. Ich cechami diagnostycznymi są zaokrąglony i zagięty tylny koniec ciała oraz ułożenie jąder w jednym rzędzie. Charakterystyczne są także jądra kaudalne. Mikrofilarie te nie wykazują periodyczności, która jest charakterystyczna dla rodzajów: Wuchereria, Brugia czy Loa.

## Cykl życiowy

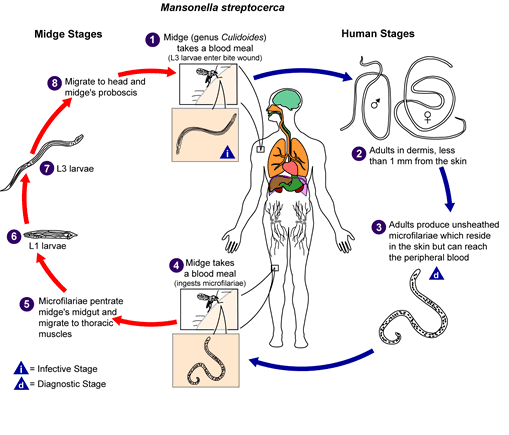
Cykl życiowy Mansonella streptocerca.

Jego cykl życiowy obejmuje dwie fazy: żywiciela pośredniego (muchówki z rodzaju Culicoides) oraz żywiciela ostatecznego (człowiek lub szympans). Pierwszy z nich żywi się krwią, a podczas jego posiłku, przez ranę do skóry właściwej żywiciela ostatecznego dostają się larwy L3 pasożyta, które następnie rozwijają się do postaci dojrzałych. Zazwyczaj ma to miejsce mniej niż 1 mm pod powierzchnią skóry. Formy dorosłe zaczynają wydawać na świat nieperiodyczne mikrofilarie, z których część pozostaje pod skórą, natomiast reszta przedostaje się do krwi obwodowej, skąd mogą dostać się do organizmu muchówki, gdy ta żywi się na człowieku (lub szympansie). W ciele owada pasożyty opuszczają układ pokarmowy przez ścianę jelita środkowego i dostają się do hemocelu, by następnie trafić do mięśni piersiowych, gdzie pozostają do stadium L3. Następnie wędrują do trąbki (ssawki) owada, skąd przenoszą się na żywiciela ostatecznego, gdy pośredni pożywi się jego krwią.